# Balanops oliviformis
Balanops oliviformis är en tvåhjärtbladig växtart som beskrevs av Henri Ernest Baillon. Balanops oliviformis ingår i släktet Balanops och familjen Balanopaceae. Inga underarter finns listade i Catalogue of Life.